# Roger Allam
Roger William Allam (Londra, 26 ottobre 1953) è un attore britannico.

## Biografia
Tra i più apprezzati attori shakespeariani della sua generazione, Roger Allam si unì alla Royal Shakespeare Company nel 1981 e, nel corso degli anni, ha interpretato molti dei grandi ruoli del repertorio, tra cui Mercuzio in Romeo e Giulietta, Oberon in Sogno di una notte di mezza estate, Benedetto in Molto rumore per nulla, Macbeth in Macbeth, Prospero ne La tempesta e Sir John Falstaff nell'Enrico IV, parte I e II, per cui ha vinto il Laurence Olivier Award al miglior attore nel 2011, dopo quello conquistato nel 2001 per la sua performance in Privates on Parade alla Donmar Warehouse di Londra.
Nel corso della sua carriera ha ricoperto altri ruoli di rilievo in importanti opere teatrali del repertorio moderno di Anton Čechov, Tom Stoppard, Yasmina Reza e Caryl Churchill. Con la Royal Shakespeare Company ha recitato anche nella prima del musical Les Misérables, nel ruolo dell'ispettore Javert; nel corso della sua carriera ha recitato in altri due musical, La Cage aux Folles e City of Angels, per cui è stato candidato al Laurence Olivier Award al miglior attore in un musical.
Attivo anche in campo cinematografico, Allam ha recitato in numerosi film, tra cui The Queen - La regina, V per Vendetta (nel ruolo del villain Lewis Prothero), Pirati dei Caraibi - Oltre i confini del mare e The Lady in the Van.
È sposato con l'attrice Rebecca Saire, con cui ha avuto due figli, William e Thomas.

## Filmografia

### Cinema
- Wilt: Eva, una bambola e il professore (Wilt), regia di Michael Tuchner (1990)
- A Cock and Bull Story, regia di Michael Winterbottom (2005)
- V per Vendetta (V for Vendetta), regia di James McTeigue (2005)
- Il vento che accarezza l'erba (The Wind That Shakes the Barley), regia di Ken Loach (2006)
- The Queen - La regina (The Queen), regia di Stephen Frears (2006)
- Inkheart - La leggenda di cuore d'inchiostro (Inkheart), regia di Iain Softley (2008)
- Speed Racer, regia dei fratelli Wachowski (2008)
- Tamara Drewe - Tradimenti all'inglese (Tamara Drewe), regia di Stephen Frears (2010)
- Pirati dei Caraibi - Oltre i confini del mare (Pirates of the Caribbean: on Stranger Tides), regia di Rob Marshall (2011)
- The Iron Lady, regia di Phyllida Lloyd (2011)
- The Woman in Black, regia di James Watkins (2012)
- La parte degli angeli (The Angels' Share), regia di Ken Loach (2012)
- Storia di una ladra di libri (The Book Thief), regia di Brian Percival (2013)
- The Tempest, regia di Jeremy Herrin (2014)
- Mr. Holmes - Il mistero del caso irrisolto (Mr. Holmes), regia di Bill Condon (2015)
- Una notte con la regina (A Royal Night Out), regia di Julian Jarrold (2015)
- The Lady in the Van, regia di Nicholas Hytner (2015)
- The Truth Commissioner, regia di Declan Recks (2016)
- Tetris, regia di Jon S. Baird (2023)
- The Choral, regia di Nicholas Hytner (2025)

### Televisione
- ITV Playhouse – serie TV, 1 episodio (1981)
- The Fair Queen, regia di Yvon Gerault – film TV (1989)
- Ending Up, regia di Peter Sasdy – film TV (1989)
- The Investigation: Inside a Terrorist Bombing, regia di Michael Beckham – film TV (1990)
- Screen Two – serie TV, 1 episodio (1994)
- Between the Lines – serie TV, 3 episodi (1994)
- Performance – serie TV, 1 episodio (1995)
- Metropolitan Police – serie TV, 1 episodio (1997)
- Ispettore Morse (Inspector Morse) – serie TV, 1 episodio (1997)
- L'ispettore Barnaby (Midsomer Murders) – serie TV, episodio 1x04 (1998)
- Heartbeat – serie TV, 1 episodio (1998)
- RKO 281 - La vera storia di Quarto potere (RKO 281), regia di Benjamin Ross – film TV (1999)
- The Creatives – serie TV, 12 episodi (1998-2000)
- Chambers – serie TV, 1 episodio (2001)
- Stranded, regia di Charles Beeson – film TV (2002)
- Waking the Dead – serie TV, 2 episodi (2002)
- Foyle's War – serie TV, 1 episodio (2002)
- Manchild – serie TV, 1 episodio (2003)
- La primavera romana della signora Stone (The Roman Spring of Mrs. Stone), regia di Robert Allan Ackerman – film TV (2003)
- The Inspector Lynely Misteries – serie TV, 1 episodio (2005)
- Ti presento i Robinson (The Robinsons) – serie TV, 1 episodio (2005)
- Spooks – serie TV, 2 episodi (2006)
- The Catherine Tate Show – serie TV, 2 episodi (2005-2006)
- A Class Apart, regia di Nick Hurran – film TV (2007)
- The Curse of Steptoe, regia di Michael Samuels – film TV (2008)
- The Old Guys – serie TV, 1 episodio (2009)
- Margaret, regia di James Kent – film TV (2009)
- Ashes to Ashes – serie TV, 4 episodi (2009)
- Il Trono di Spade (Game of Thrones) – serie TV, 2 episodi (2011)
- Coming Up – serie TV, 1 episodio (2011)
- The Jury – miniserie TV (2011)
- Simon Schama's Shakespeare – serie TV, 1 episodio (2012)
- Parade's End – miniserie TV (2012)
- The Thick of It – serie TV, 10 episodi (2007-2012)
- The Politician's Husband – miniserie TV (2013)
- National Theatre Live: 50 Years on Stage – miniserie TV (2013)
- Sarah e Duck – serie TV, 35 episodi (2013)
- Bad Education – serie TV, 1 episodio (2014)
- The Life of Rock with Brian Pern – miniserie TV (2014)
- Il giovane ispettore Morse (Endeavour) – serie TV, 36 episodi (2012-2023)
- The Missing - serie TV, 8 episodi (2016)

## Teatro (parziale)
- Tito Andronico di William Shakespeare. Royal Shakespeare Theatre di Stratford-upon-Avon (1981)
- I due gentiluomini di Verona di William Shakespeare. Royal Shakespeare Theatre di Stratford-upon-Avon (1981)
- Tutto è bene quel che finisce bene di William Shakespeare. Royal Shakespeare Theatre di Stratford-upon-Avon (1981) e Al Hirschfeld Theatre di Broadway (1983)
- Romeo e Giulietta di William Shakespeare. Royal Shakespeare Theatre di Stratford-upon-Avon (1983)
- Riccardo III di William Shakespeare. Royal Shakespeare Theatre di Stratford-upon-Avon (1984)
- Sogno di una notte di mezza estate di William Shakespeare. The Other Place di Stratford-upon-Avon (1984)
- Romeo e Giulietta di William Shakespeare. Gulbenkian Studio di Newcastle upon Tyne (1985)
- Les Misérables colonna sonora di Claude-Michel Schönberg, testi di Alain Boublil, libretto di Herbert Kretzmer. Barbican Centre e Palace Theatre di Londra (1985)
- Misura per misura di William Shakespeare. Royal Shakespeare Theatre di Stratford-upon-Avon (1987), Barbican Centre di Londra (1988)
- La dodicesima notte di William Shakespeare. Royal Shakespeare Theatre di Stratford-upon-Avon (1987), Barbican Centre di Londra (1988)
- Giulio Cesare di William Shakespeare. Barbican Centre di Londra (1988)
- Molto rumore per nulla di William Shakespeare. Barbican Centre di Londra (1991)
- Il gabbiano di Anton Čechov. Barbican Centre di Londra (1991)
- City of Angels, colonna sonora di Maury Yeston, libretto di Larry Gelbart. Prince of Wales Theatre di Londra (1993)
- Arcadia di Tom Stoppard. Haymarket Theatre di Londra (1994)
- L'importanza di chiamarsi Ernesto di Oscar Wilde. Old Vic di Londra (1995)
- La via del mondo di William Congreve. National Theatre di Londra (1996)
- Macbeth di William Shakespeare. Royal Shakespeare Theatre di Stratford-upon-Avon, Barbican Centre di Londra (1996)
- Art di Yasmina Reza. Wyndham's Theatre di Londra (1997)
- Troilo e Cressida di William Shakespeare. National Theatre di Londra (1999)
- Il giardino dei ciliegi di Anton Čechov. National Theatre di Londra (2000)
- Blackbird di David Harrower. Noël Coward Theatre di Londra (2006)
- La Cage aux Folles, colonna sonora di Jerry Herman, libretto di Harvey Fierstein. Playhouse Theatre di Londra (2009)
- Le Dieu du Carnage di Yasmina Reza. Tour britannico (2009)
- Enrico IV, parte I e II, di William Shakespeare. Globe Theatre di Londra (2010)
- Zio Vanja di Anton Čechov. Chichester Theatre Festival di Chichester (2011)
- La tempesta di William Shakespeare. Globe Theatre di Londra (2013)
- A Number di Caryl Churchill. Bridge Theatre di Londra (2020)
- Frank and Percy di Ben Weatherill. Theatre Royal di Windsor, Theatre Royal di Bath (2023)

## Doppiatori italiani
Nelle versioni in italiano delle opere in cui ha recitato, Roger Allam è stato doppiato da:
- Luca Biagini in Tamara Drewe - Tradimenti all'inglese, The Iron Lady
- Paolo Marchese in Mr. Holmes - Il mistero del caso irrisolto, Il trono di spade
- Stefano De Sando in Speed Racer, Endeavour
- Oreste Rizzini in V per Vendetta
- Massimo Rinaldi in Queen - La regina
- Renato Mori in Inkheart - La leggenda di cuore d'inchiostro
- Emidio La Vella in Pirati dei Caraibi - Oltre i confini del mare
- Rodolfo Bianchi in The Woman in Black
- Massimo Rossi in La parte degli angeli
- Stefano Benassi in Storia di una ladra di libri
- Ugo Maria Morosi in Una notte con la regina
- Saverio Moriones in The Missing